# Cahielnaje
Cahielnaje (biał. Цагельнае; ros. Цагельное, Cagielnoje) – wieś na Białorusi, w obwodzie mińskim, w rejonie dzierżyńskim, w sielsowiecie Niehorele.